# Arte en Delfos
El santuario de Delfos fue un importante centro religioso de los griegos en la Antigüedad y por ello tuvo un nivel de riqueza artística y monumental muy destacado. Muchos de los tesoros artísticos se perdieron pero otros se han podido conservar, bien en su emplazamiento original dentro del sitio arqueológico, o bien en el interior de un museo arqueológico.    

## Excavaciones en elsigloXIX
En el siglo XIX ya no quedaba nada de los monumentos, ni tampoco de los miles de estatuas.
El pueblecito de Kastri cubría las ruinas de las que ya casi no se veía el menor rastro.
En 1840 el helenista alemán Karl Otfried Müller fue el primero en llevar a aquel lugar el pico arqueológico: este honor le costó la muerte por insolación.
Entre 1860 y 1862 el francés Paul Foucart llevó a cabo tres campañas de excavación.
Se firmaron dos convenios en 1882 y 1887 por Francia y Grecia, que aunque quedaron sin efecto, permitieron que interviniera la Escuela Francesa de Atenas.

Después se logró un acuerdo definitivo entre ambos países, mediante el cual se cedía a los franceses el derecho de explorar el lugar. Un honor muy gravoso, porque fue necesario empezar con la demolición de Kastri y su reconstrucción un poco más lejos, y los griegos solo participaron con una contribución para los gastos de desplazamiento.
En 1893 empezaron las excavaciones y enseguida se vieron recompensadas por los importantes descubrimientos, empezando por el Tesoro de los atenienses con sus ornamentos arquitectónicos y las notas musicales grabadas en la piedra de dos tablillas: el peán de Aristonoo y un poema dedicado a Apolo, que permitió saber cómo era la música en la época.

## Excavaciones en elsigloXX
Desde entonces las excavaciones han continuado sacando a la luz las ruinas, algunas de las cuales han sido restauradas.

Se han encontrado miles de objetos, vasijas, recipientes, estatuillas de barro, bronces, piedras, marfil, oro, plata y, sobre todo, un cierto número de esculturas y bajorrelieves que han aportado nuevos elementos en el conocimiento del arte griego y de su historia.

## Breve historia del Museo Arqueológico de Delfos
En 1903, al final de los grandes trabajos de excavación, el gobierno griego, con la ayuda de un mecenas, A. Syngros, construyó el primer museo para albergar todos los objetos encontrados.
Tras la Segunda Guerra Mundial se amplió, y los sucesivos expertos que han dirigido el museo han presentado y valorado las piezas individualmente.

## El arte en Delfos

### Arte Arcaico

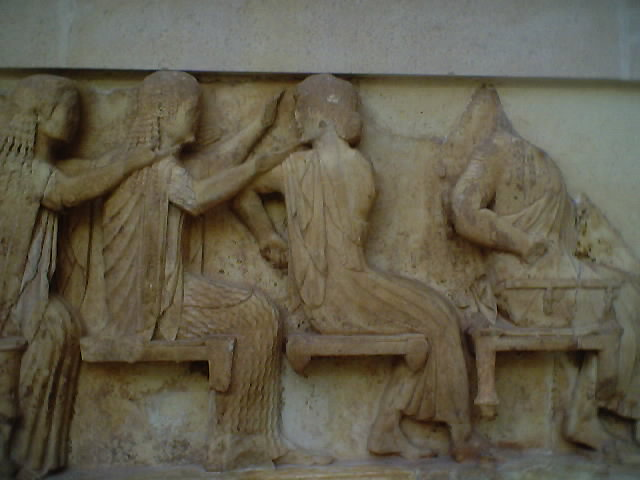
Bajorrelive arcaico de Delfos.

Está representado por algunas obras maestras:
Se remonta al siglo VII a. C. un pequeño kurós de bronce y sobre todo una estatuilla de marfil que representa un personaje de pie que tiene una lanza en la mano derecha y la mano izquierda se apoya en la cabeza de un león rampante. Este "señor de las fieras" parece que está inspirado en las reproducciones de Gilgamesh asirio-babilónico.
Siglo VI: Dos estatuas gemelas de Apolo firmadas por Polimedes de Argos, que se incluyen en la tradición de la escuela arcaica del Peloponeso, caracterizada por una cierta solidez unida a una fuerza de expresión que casi obvia el aspecto convencional de las posturas y contrasta con la estatuaria, grácil y elegante, de tradición jónica.

Este es el caso de las cariátides de Cnido y de Sifnos. Al tesoro de Cnido pertenece la cabeza deteriorada de una cariátide que algunos autores atribuyen al tesoro de Sifnos, que se remonta casi al 525 a. C., del que se posee también el busto de una cariátide y la cabeza de otra.

Estas estatuas de rostro sereno, iluminado por una ligera sonrisa, con peinados complejos, con los más pequeños detalles, no carecen de encanto, cayendo a veces en un énfasis y ampulosidad que se detecta fundamentalmente en las dos cabezas de Sifnos.
El tesoro de los sifnios nos ha dejado una serie de bajorrelieves.

Los del frontón, obra de un escultor de poco talento, representan la disputa por el trípode entre Apolo y Heracles. Es estereotipado y mal terminado, difiere de los frisos que representan escenas o carros con numerosos personajes.

Los del lado occidental y meridional han sido realizados por un maestro lleno de ardor que estiliza sin perjuicio del movimiento y de la fuerza, aunque no fue muy hábil con las figuras humanas.

El artista que realizó los frisos del lado oriental y septentrional, ricos de detalles y de vida. Supo ser minucioso sin menoscabo del amplio movimiento del conjunto.

Estos frisos anuncian el gran arte de la época clásica.
Aún de época arcaica son los fragmentos de las metopas del tesoro de los sicionios, que nos muestra el arte característico de esta ciudad del Peloponeso septentrional, y la Esfinge de Naxos, de nobles y sencillas líneas.

### Arte clásico
Los artistas atenienses eran los principales representantes del paso de la época arcaica a la clásica.

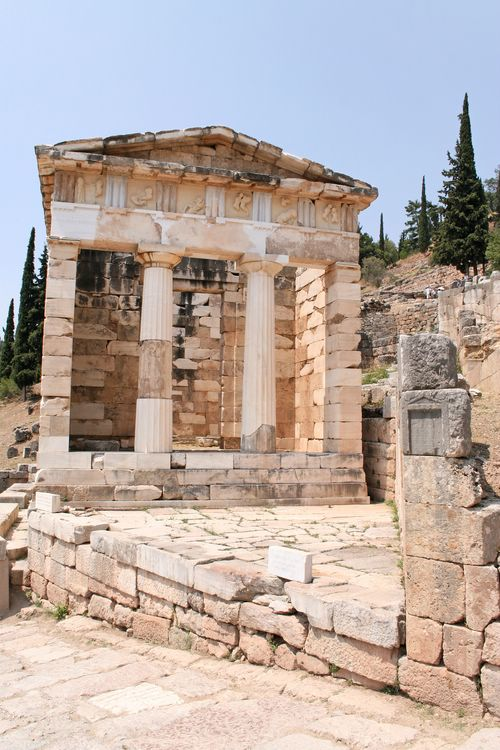
Tesoro de los atenienses.

Sin duda surgieron de un taller ático las esculturas del templo arcaico de Apolo, reconstruido en el último cuarto del siglo VI a. C. por los Alcmeónidas, poderosa familia ateniense exiliada por los Pisistrátidas, tiranos que dominaron Atenas hasta el final del siglo VI a. C.
Dos cortejos de kuroí y de korai rodean el carro de Apolo. Aunque se evidencia una cierta estabilidad y una búsqueda de florituras, la obra anuncia las cualidades artísticas de los frisos del Tesoro de los atenienses de los atenienses, realizados en 470 a. C., 20 años después de la batalla de Maratón.

Estas esculturas realizadas en altorrelieve están muy deterioradas, pero los fragmentos permiten percibir el nacimiento del gran arte ático.

Las escenas representan los trabajos de Heracles y las luchas de los griegos contra las Amazonas, tema favorito de los escultores griegos mediante el que conmemoraban las victorias helénicas sobre los persas.

Las figuras siguen impregnadas de arcaísmo, pero la vivacidad de movimientos, el equilibrio compositivo de cada metopa, acercan el arte de estas esculturas a las contemporáneas del templo de Egina, estableciendo el ritmo y el orden del arte clásico, cuya etapa intermedia se halla en los relieves del templo de Olimpia.
La obra más célebre es el "Auriga", la única pieza que se ha recuperado de todo el conjunto que hacia el 475 a. C., un príncipe de Siracusa dedicó a la victoria de su carro.

Los caballos, el propio carro, el príncipe y un joven que le precedía, todo ello en bronce de tamaño natural, se ha perdido.
El auriga con los cabellos retenidos por una fina diadema, el gesto serio, vestido con una larga túnica de pliegues ligeros, es una de las maravillas de la estatuaria antigua.
El arte clásico está muy poco representado en Delfos. Es muy difícil juzgarlo a través de los fragmentos que pertenecían a las metopas en la tholos de Marmaria.
Los bustos de las Amazonas, cubiertos por tenues velos de ondulado movimiento, nos hacen lamentar la pérdida de esas obras de pequeños maestros pertenecientes a la gran tradición de Fidias.
Otra obra de arte que se remonta al final del siglo V a. C., también fragmentaria, es la columna de las cariátides, conocidas por "las danzarinas de Delfos".

Las tres jóvenes, adosadas a una columna, sujetaban una cuba ya desaparecida. Son danzarinas que se mueven con gesto grave, mientras sus cortas túnicas temblaban alrededor de sus cuerpos. Es posible que fueran Tíades.

Solo una ha conservado el rostro intacto, con la cabeza ladeada, con una expresión de extraña fascinación, con una sonrisa que se abre hacia unas facciones delicadas y con el cabello ondulado.

### Arte delsigloIVa.C.
La escultura del siglo IV a. C. se ilustra sobre todo por las seis estatuas que se han recuperado del exvoto de Daocos, un príncipe tesalio.

Hacia el 336 a. C. depositó en el santuario un conjunto de nueve estatuas que le representaban a él mismo, a su hijo y a algunos antepasados.

Tres de la estatuas halladas están vestidas y decapitadas, otras tres desnudas. De estas, dos conservan la cabeza.

La más notable y mejor conservada es la de Agias, vencedor del pancracio. Es posible que esta estatua sea una copia en piedra, del taller del maestro, de una original realizada en bronce por Lisipo. Estatua en que la potencia algo pesada del atleta se equilibra con el ímpetu interior que anima todo el cuerpo.

Más elegante es la estatua de Agealao, a la que le faltan los brazos y una pierna.

### Arte de época helenística

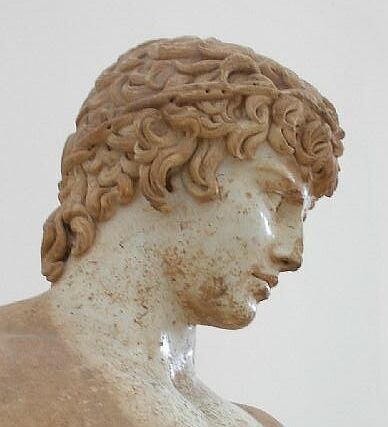
Busto de Antinoo.

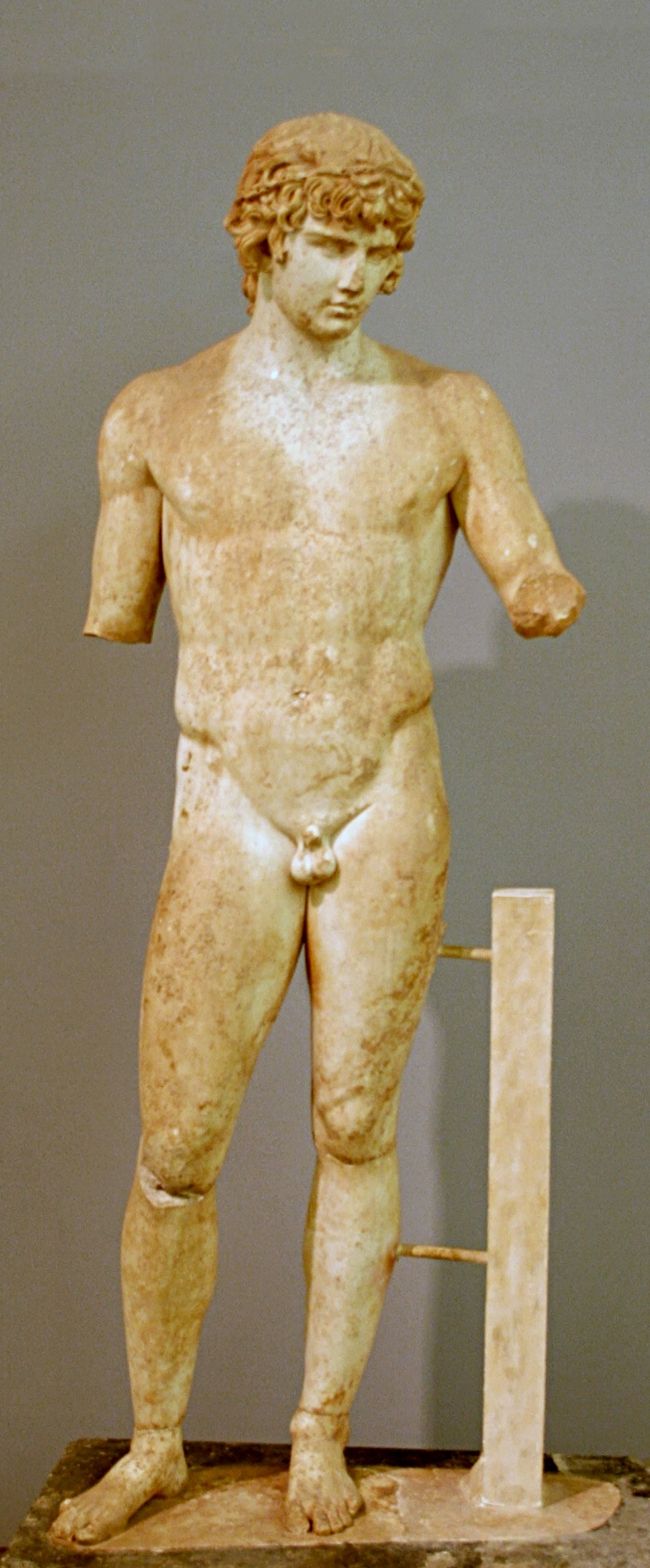
Estatua de Antinoo.

La época helenística nos ha legado la estatua de un filósofo de rostro grave y fuerte, vestido con una túnica de suaves pliegues. El rostro que anuncia el realismo de los retratos que triunfará desde el siglo II a. C., es el de un personaje de facciones sensibles y mirada positiva, con bigote y una barba corta.
La estatua de Antínoo, el joven favorito del emperador Adriano, que murió ahogado en el Nilo.

El retrato, sin duda idealizado, se sitúa en el declive del helenismo, en ese breve renacimiento promovido por los Antoninos en el siglo II, en el que el arte romano intenta aportar savia fresca al arte griego en decadencia.

Es la obra de un escultor sin originalidad, pero que posee un perfecto dominio del propio arte, que ha sabido conjugar la gracia algo sólida del cuerpo joven y la melancolía de la mirada, que caracterizan las obras de arte de este perdido, en el que el mundo antiguo brilla con su último y luminoso rayo, antes de verse inmerso en las invasiones bárbaras.